# ترانسیلین

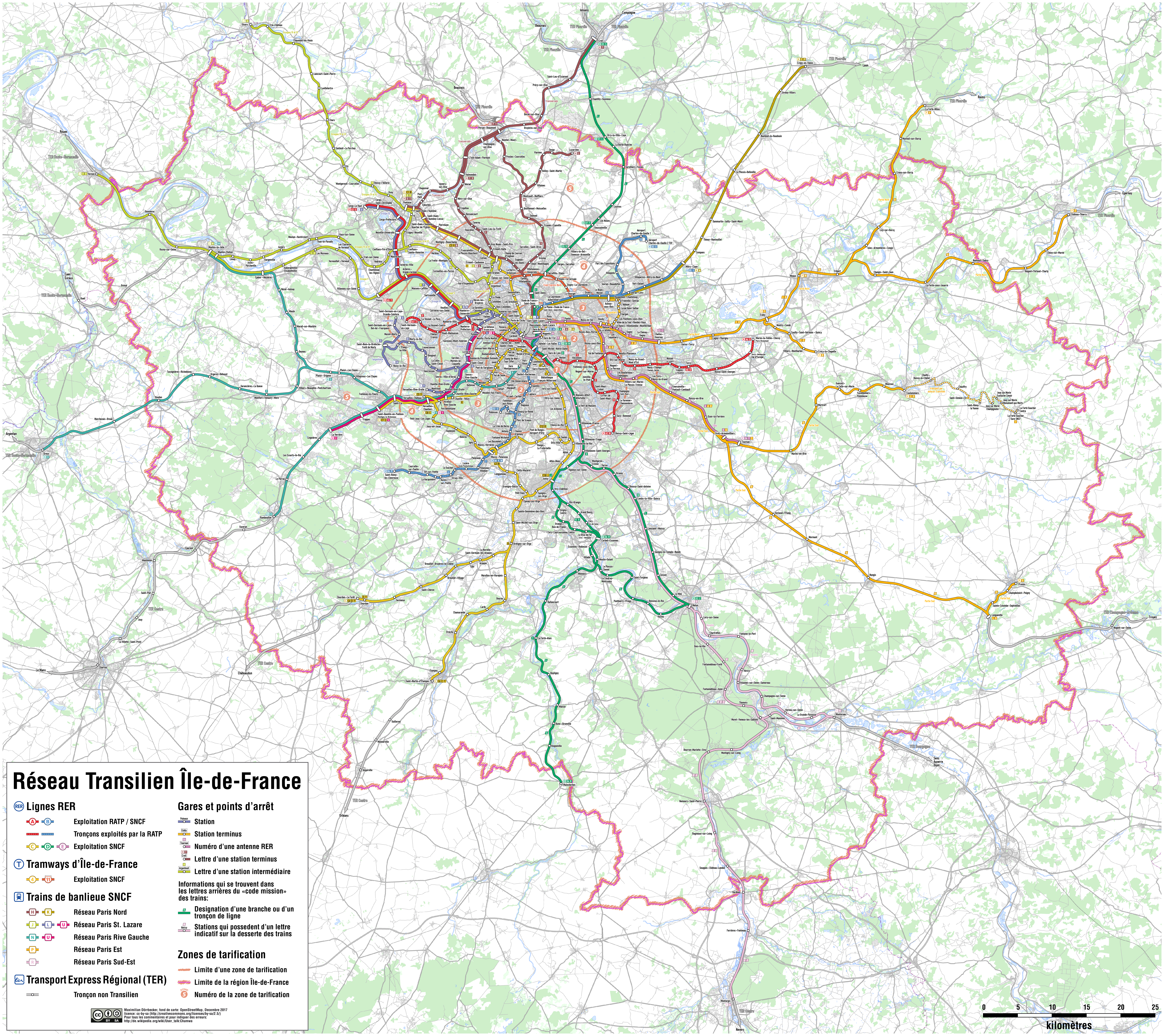
نقشه ترانسیلین در ایل-دو-فرانس

ترانسیلین (فرانسوی: Transilien‎) یک شبکه راه‌آهن حومه‌ای در ناحیه ایل-دو-فرانس است.
این راه‌آهن که در سال ۱۹۹۹ تأسیس شده توسط شرکت اس‌ان‌سی‌اف مدیریت می‌شود و دارای ۱۵ خط، ۳۸۳ ایستگاه و ۱۲۹۹ طول می‌باشد.

## نگارخانه

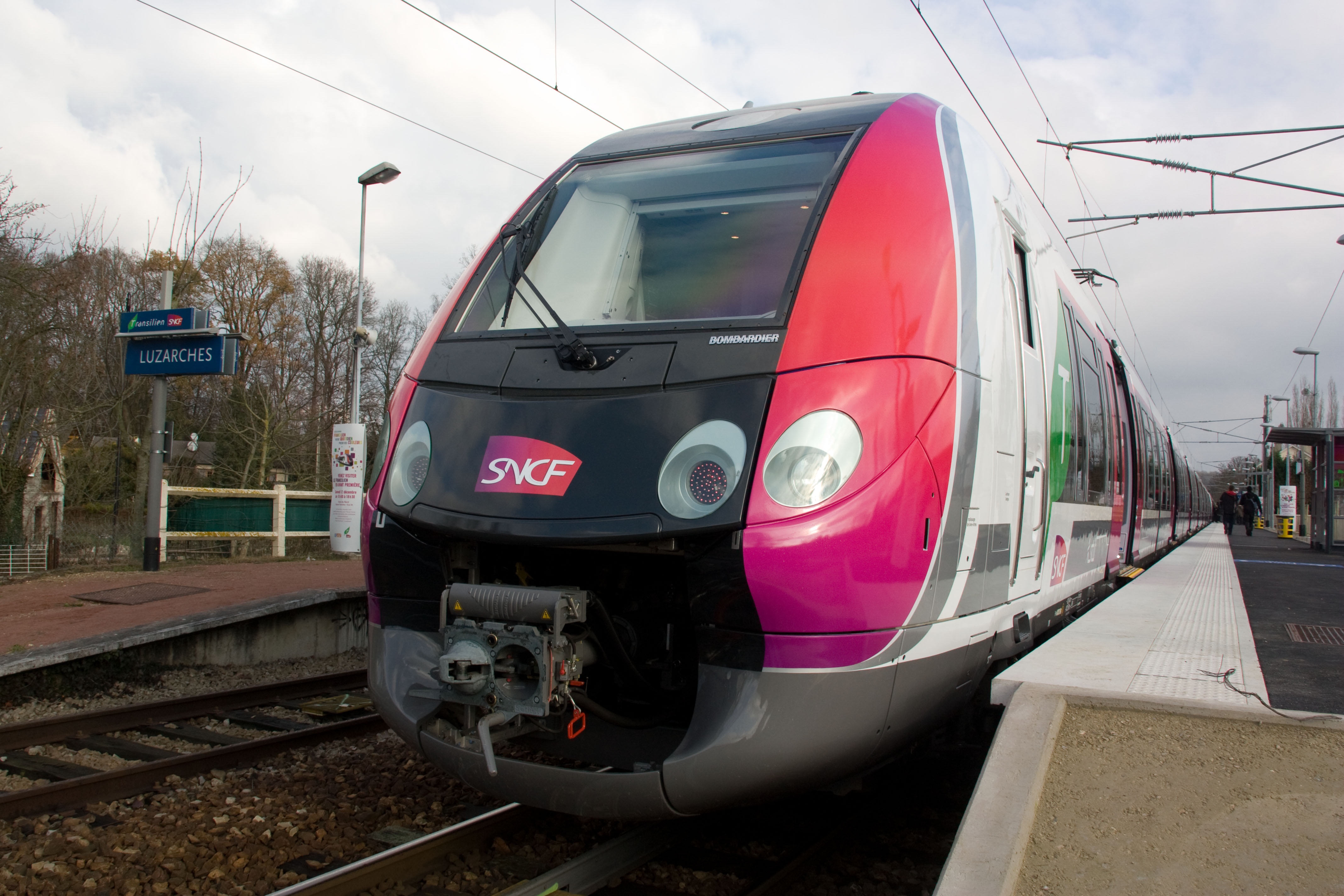
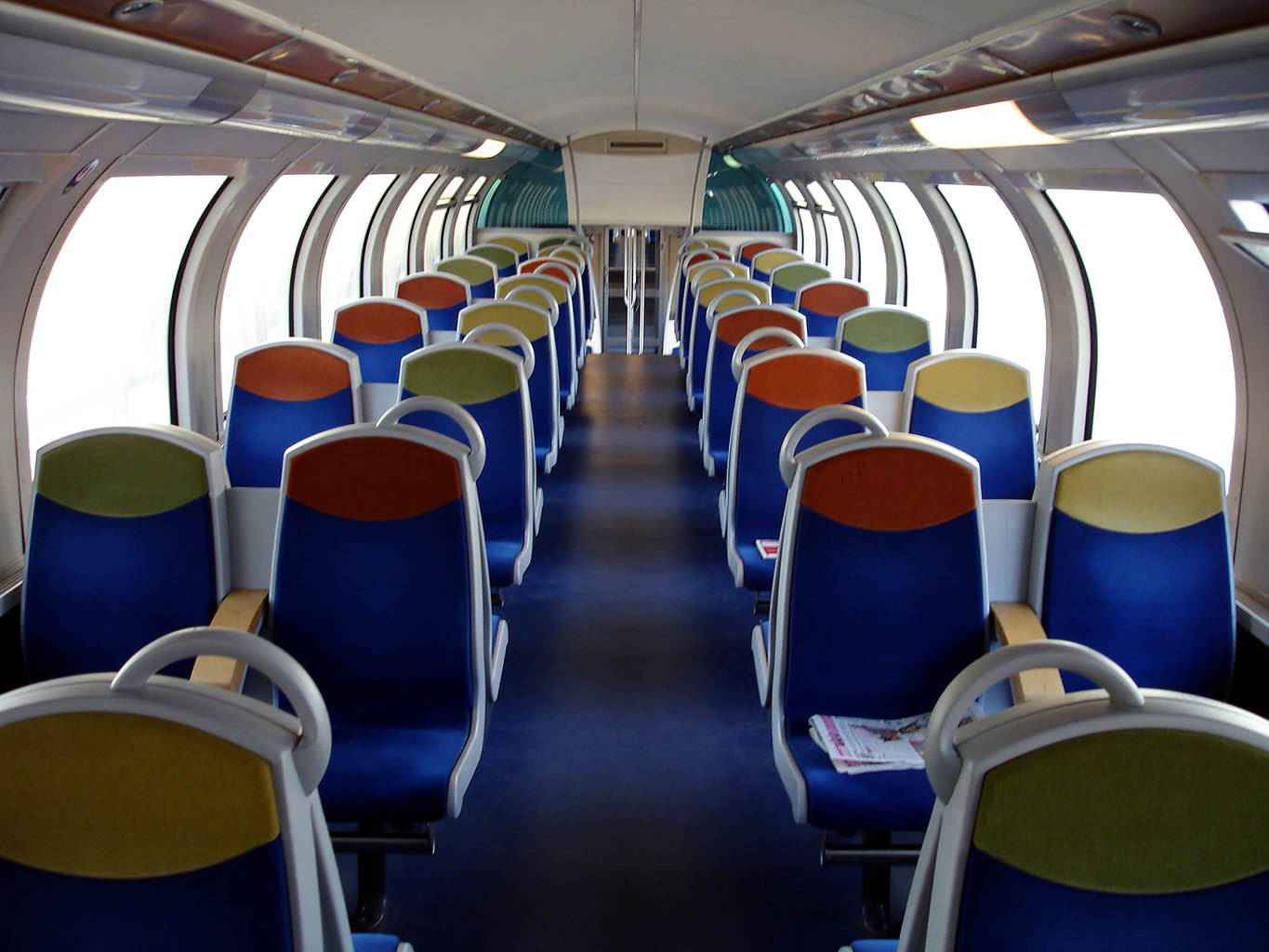
Transilien upper room.
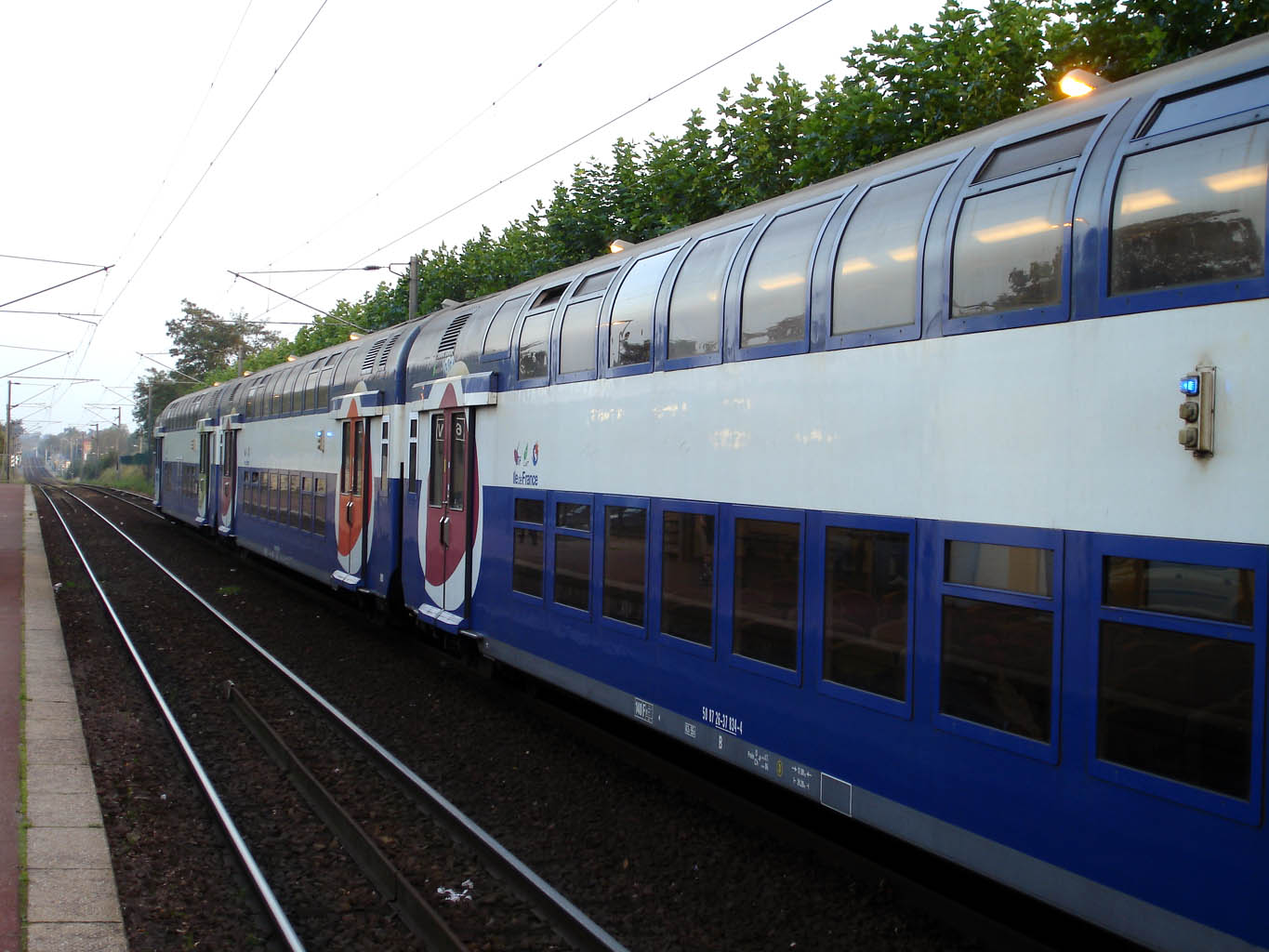
New livery of the Transilien.
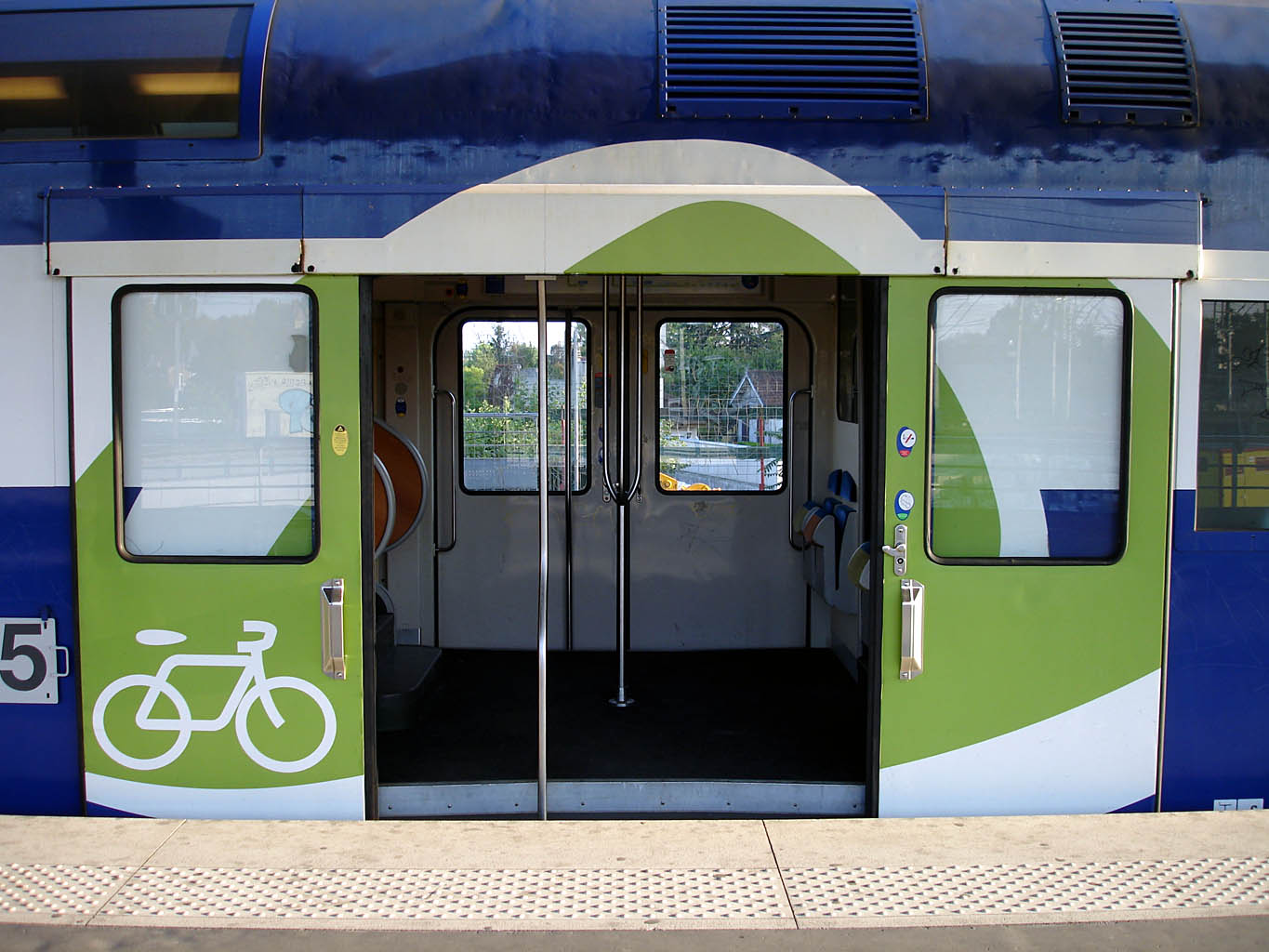
Doors opened.
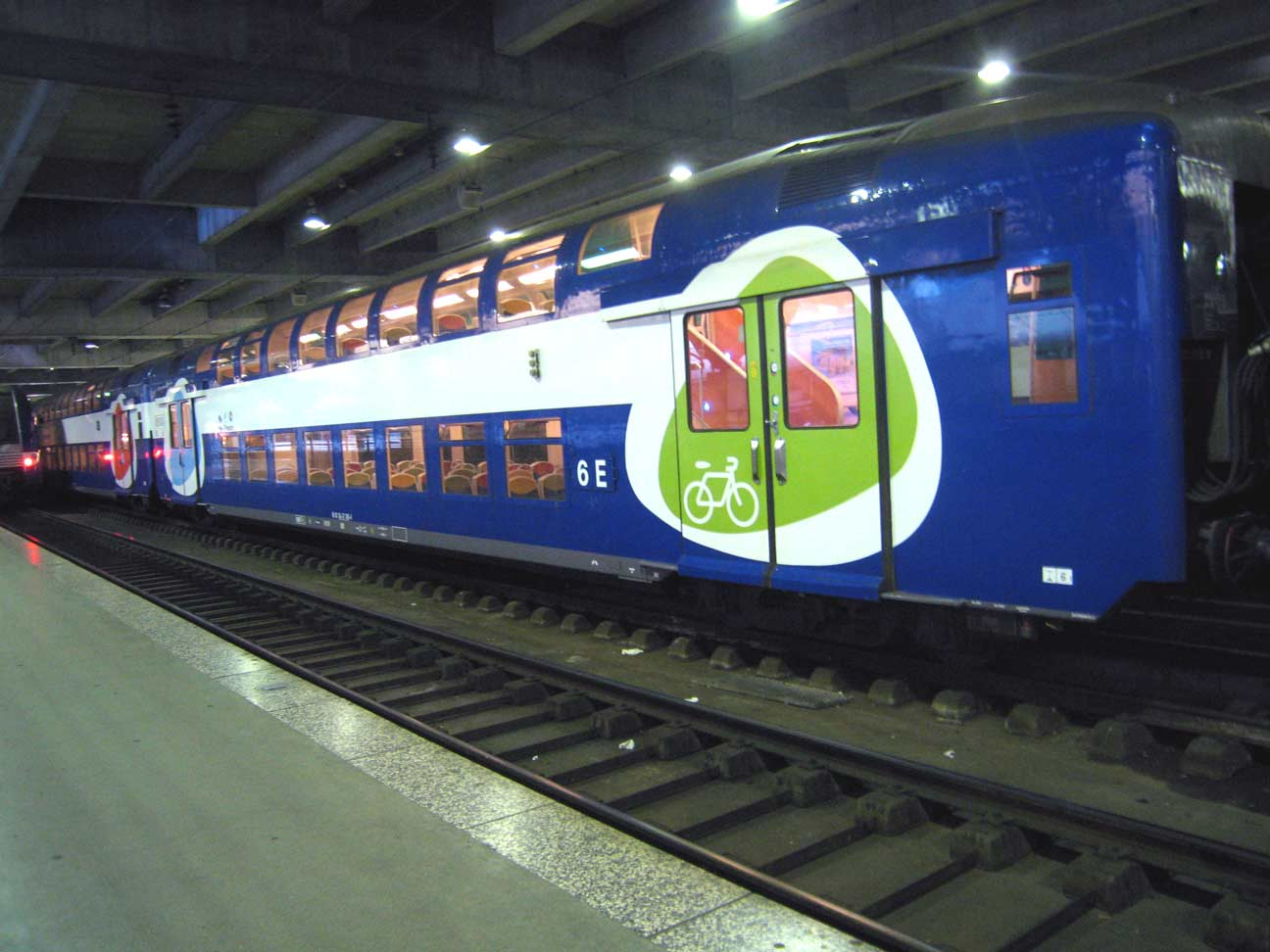
Doors closed.